# Хулиганы (фильм, 2005)
«Хулиганы» (брит. Green Street, амер. Green Street Hooligans) —  драматический фильм 2005 года. Повествует об американском юноше, волею случая оказавшемся в среде британских футбольных хулиганов.

## Название
В ходе работы над фильмом рабочим названием картины было «Янки» (англ. The Yank). В прокат Великобритании лента вышла под названием  «Зелёная улица» (англ. Green Street); на этой улице в Лондоне находился стадион «Вест Хэма» — «Болейн Граунд». В США, Австралии и Южной Африке фильм демонстрировался как «Хулиганы Зелёной улицы» (англ. Green Street Hooligans). В других странах шёл под названиями «Футбольные хулиганы» (англ. Football Hooligans) или просто «Хулиганы» (англ. Hooligans).

## Сюжет
2004 год. Фильм начинается со сцены драки в метро фанатов лондонских клубов «Вест Хэм Юнайтед» и «Тоттенхэм Хотспур».
Мэтт — американец, студент Гарварда, учится на журналиста. Он был отчислен за преступление, которого не совершал. Сосед Мэтта по комнате, Джереми ван Холден, подставил Мэтта, спрятав свой кокаин в его вещах. Джереми обещает помочь Мэтту и дает ему 10 000 долларов. Мэтт решает поехать в Англию к своей старшей сестре Шэннон. Прилетев в Лондон, Мэтт знакомится с мужем сестры Стивом и его младшим братом Питом. Стив просит Мэтта сходить с его братом на футбол, чтобы не давать деньги тому лично. Питт пытается отделаться от Мэтта, но потом всё же соглашается взять того на стадион. Перед матчем они заходят в паб, где Мэтт знакомится с фанатской группировкой лондонского «Вест Хэма», в которой Пит является лидером. При этом лучший друг Пита Бовер негативно относится к Мэтту, потому что тот не фанат и к тому же американец. После игры Мэтт отправляется домой, но оказывается пойман фанатами «Бирмингема», которые считают его болельщиком «Вест Хэма». Бирмингемцы собираются изуродовать лицо Мэтта так называемой «улыбкой Челси», но неожиданно появляется Пит с остальными членами группировки фанатов «Вест Хэма». Завязывается массовая драка, в которой Мэтт также принимает участие, чем заслуживает определённое уважение. Острые ощущения, вызванные опасностью, погоней, жестокой дракой и победой в ней, приводят Мэтта к пониманию прелести футбольного фанатизма.
Пит рассказывает Мэтту про футбольные группировки. Группировку фанатов «Вест Хэма» организовал очень давно некий Майор. Упоминает также фанатов «Миллуолла» — их главарь Томми давно потерял сына в драке и «совсем свихнулся». Стив, узнав о том, что Мэтт и Пит участвовали в драке, ссорится с ними. Мэтт переезжает к Питу. Через день фанаты «Вест Хэма» собираются ехать в Манчестер на матч с местной командой. Пит говорит Мэтту, чтобы он не ехал с ними, но американец всё же появляется в электричке. По дороге лондонцы узнают, что фанаты «Манчестер Юнайтед» в большом количестве ожидают их на вокзале. Благодаря находчивости Мэтта фанаты «Вест Хэма» смогли избежать ловушки и сами напали на фанатов местной команды. Мэтт окончательно завоевал уважение фанатов «Вест Хэма».
Вскоре приезжает отец Мэтта, также журналист. Он хочет, чтобы сын не бросал журналистскую стезю, и уговаривает Мэтта сходить с ним в редакцию The Times пообедать с коллегами-журналистами. Мэтт соглашается, но в редакции его случайно замечает один из фанатов «Вест Хэма». Пит и Бовер находят в рюкзаке Мэтта ноутбук, в котором американец ведёт дневник. Они думают, что Мэтт — журналист, под прикрытием внедрившийся в фанатскую группировку для сбора материала для репортажа, и решают проучить американца.
Тем же вечером в пабе Мэтт узнаёт, что легендарный Майор, создавший фанатскую группировку «Вест Хэма» — это муж его сестры Стив. После той жестокой драки, в которой лидер фанатов «Миллуолла» Томми потерял своего сына, Стив «завязал» с фанатизмом. В это время в пабе появляются Пит и Бовер и начинают бить Мэтта. Стив их останавливает, а Мэтт говорит, что они видели всего лишь его дневник. Пит верит Мэтту, а Бовер — нет. Бовер едет в Миллуолл, где в пабе находит Томми. Бовер просит его пойти в паб «Вест Хэма» и разобраться с журналистом. Чтобы заинтересовать лидера фанатов «Миллуолла», Бовер говорит, что в пабе ещё есть Майор, которого Томми считает виновным в гибели своего сына. Томми с помощью «коктейля Молотова» поджигает бар фанатов «Вест Хэма», а осколком бутылки тяжело ранит в шею Стива, который попадает в больницу.
На выходе из больницы Пит говорит, что назначает «стрелку» фанатам «Миллуолла» на следующий день на безлюдном пустыре. Мэтт хочет пойти с ними, но его сестра Шэннон и Пит запрещают ему участвовать в драке. Однако Мэтт всё же присоединяется к фанатам «Вест Хэма» в драке против хулиганов «Миллуолла». Тем временем Шэннон на машине с ребёнком колесит по городу в поисках Мэтта. В драке Томми достает телескопическую дубинку и ломает ногу Питу. В это время к пустырю приезжает Шеннон и зовёт Мэтта. Её замечает Томми, он знает, что это жена его врага Майора. Томми с дубинкой направляется к машине. Пит понимает, что он может сделать с Шэннон и племянником, но у него сломана нога. Он кричит Томми, что тот сам виноват в смерти своего сына. Разъярённый Томми набрасывается на Пита и забивает того насмерть. 
Мэтт уезжает в США. Уже в Америке в ресторане Мэтт идёт следом за Джереми в туалет, где тот нюхает кокаин. Он упрекает его в том, что он обещал помочь и не помог. Весь разговор он записывает на диктофон. Джереми пытается отнять его, но ожесточившийся и закалённый постоянными драками Мэтт легко сбивает его с ног. На последних кадрах Мэтт идет по пустынной улице и поёт гимн «Вест Хэма».

## В ролях
Самое главное, что я усвоил после съемок «Хулиганов Зеленой улицы», заключается в том, что иногда те люди, которые кажутся нам жестокими и отталкивающими, живут более нормальной жизнью, чем мы.
- Элайджа Вуд — Мэттью (Мэтт) Бакнер
- Чарли Ханнэм — Питер (Пит) Данэм
- Клэр Форлани — Шэннон Данэм (в девичестве — Бакнер)
- Марк Уоррен — Стивен (Стив или Майор) Данэм
- Лео Грегори — Боввер
- Рейф Сполл — Суилл
- Киран Бью — Айк
- Джофф Белл — Томми Хэтчер
- Генри Гудман — Карл Бакнер
- Кристофер Хехир — Кейт
- Теренс Джей — Джереми Ван Холден
- Росс Макколл — Дэйв Бьорно
- Френсис Поуп — Нед

## Создание фильма
Автором сценария к фильму выступил писатель Дуги Бримсон, хорошо знающий среду футбольных болельщиков изнутри и написавший на эту тему целый ряд книг — как документальных, так и художественных.
Фильм получил название Green Street по имени лондонской улицы в Ньюэме, где расположен стадион клуба Вест Хэм Юнайтед, поддерживаемого хулиганской футбольной группировкой, известной под названием Inter City Firm.